# الظليمية (كعيدنة)

تعديل مصدري - تعديل

الظليمية هي إحدى قرى عزلة سواخ بمديرية كعيدنة التابعة لمحافظة حجة، بلغ تعداد سكانها 58 نسمة حسب تعداد اليمن لعام 2004.